# Raccoon City
Raccoon City är staden från Resident Evil-spelen. Staden är centrum för Umbrella Corp. och ligger i USA. I Resident Evil-spelen blir staden ett inferno när T-viruset läcker ut i staden och de som kommer i närheten blir zombier. Staden förstörs sedan med en atombomb för att förhindra att viruset kommer utanför Raccoon Citys portar.

## Spel och film
Raccoon City har varit med i de flesta Resident Evil-spel, följande spel är alla spel.
- Resident Evil 0
- Resident Evil 1
- Resident Evil 2
- Resident Evil 3: Nemesis
- Resident Evil: Outbreak
- Resident Evil: Outbreak file #2
- Resident Evil: Operation Raccoon City